# Zubné
Zubné je obec na Slovensku v okrese Humenné v Prešovském kraji ležící na úpatí Bukovských vrchů.
První písemná zmínka pochází z roku 1557. Nachází se zde řeckokatolický chrám Seslání Ducha svatého.